# Billaea adelpha
Billaea adelpha là một loài ruồi trong họ Tachinidae.